# جاناتان دلاپلاس
جاناتان دلاپلاس (انگلیسی: Jonathan Delaplace؛ زادهٔ ۲۰ مارس ۱۹۸۶) بازیکن فوتبال اهل فرانسه است.
از باشگاه‌هایی که در آن بازی کرده‌است می‌توان به باشگاه فوتبال زولته وارخم، باشگاه فوتبال لیل، و باشگاه فوتبال کان اشاره کرد.